# Ghana Airways
Ghana Airways Limited è stata la compagnia aerea di bandiera del Ghana. Il suo hub principale era situato presso l'Aeroporto Internazionale Kotoka ad Accra. La compagnia ha cessato le operazioni nel 2005, sebbene siano stati discussi dei piani per rilanciarla nel 2020 in partnership con Egyptair.

## Storia

### La fondazione e gli anni successivi
Ghana Airways fu fondata il 4 luglio 1958 dal governo del Ghana con un capitale iniziale di 400.000 sterline, il governo deteneva una quota del 60% mentre la British Overseas Airways Corporation (BOAC) deteneva la quota rimanente. Al momento della fondazione della compagnia, fu firmato un accordo settennale tra la compagnia aerea e BOAC, che prevedeva il distacco di personale BOAC ad Accra e la formazione di personale ghanese per la gestione e l'operatività della compagnia aerea. Prima della fondazione della compagnia, BOAC e West African Airways Corporation erano responsabili dei servizi internazionali dal Ghana, operando servizi di pooling dall'Africa occidentale a Londra. Per le sue operazioni iniziali, Ghana Airways si unì ai servizi di pooling, quando BOAC iniziò a operare la rotta Accra-Londra il 16 luglio 1958 utilizzando un Boeing 377 Stratocruiser, l'aereo era operato con la bandiera ghanese e con una livrea leggermente adattata a quella del vettore britannico. I rapporti della compagnia aerea con West African Airways cessarono il 30 settembre 1958 e il 1° ottobre dello stesso anno ripresero a operare i voli nazionali e regionali precedentemente offerti da "WAAC". Il primo aereo della compagnia aerea, e quindi il primo ad essere immatricolato in Ghana da quando la nazione ottenne l'indipendenza, fu un De Havilland Heron consegnato il 30 dicembre 1958. Alla fine del primo anno di attività della compagnia, l'utile netto era di 28.000 dollari.

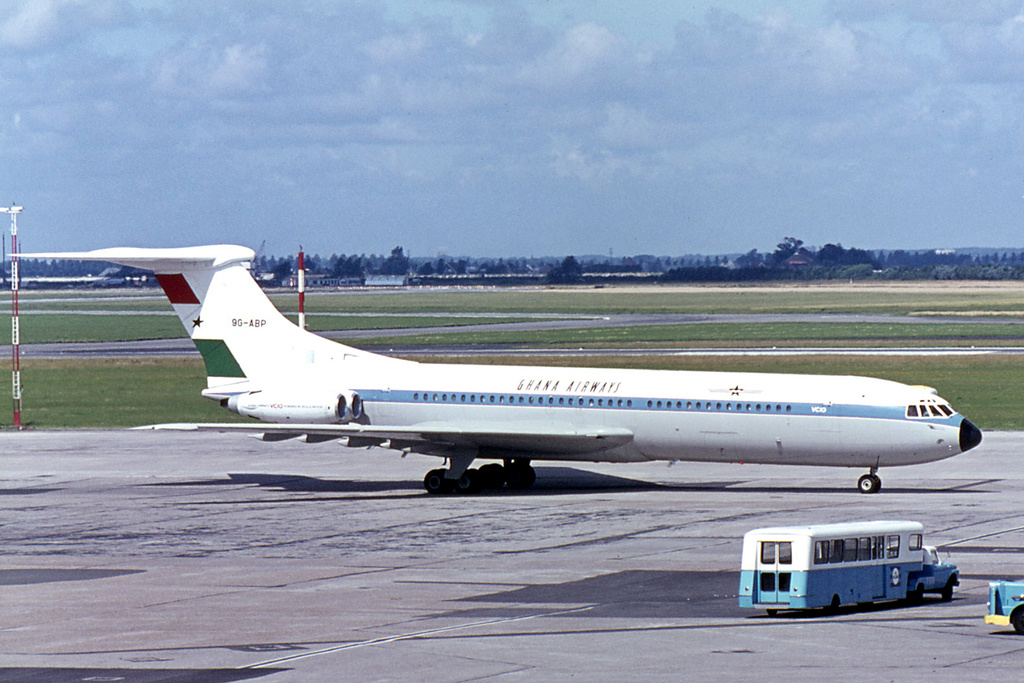
Un Vickers VC10 della compagnia all'Aeroporto di Amsterdam-Schiphol nel 1965

Un secondo Heron fu consegnato alla compagnia aerea nel 1959 e il 9 marzo dello stesso anno entrò in servizio il primo Douglas DC-3. I voli per Londra impiegarono i Bristol Britannia 102, noleggiati con equipaggio dalla BOAC a partire dal 16 aprile 1959, il che portò a una riduzione dei voli effettuati con lo Stratocruiser e al ritiro del modello dopo la sua ultima partenza per Londra, con scalo a Barcellona, il 31 agosto (i servizi Stratocruiser della BOAC sulla rotta erano cessati il 31 maggio). Entro la fine del 1959, fu ordinato un secondo Britannia e fu introdotto un servizio per Conakry, in Guinea. Il 20 aprile 1960 furono ordinati tre Vickers Viscount. Il presidente ghanese Kwame Nkrumah fu accusato di essere troppo allineato ai paesi occidentali, di conseguenza, stipulò accordi con i sovietici e il 18 agosto 1960 furono ordinati sei Ilyushin Il-18, al costo di 670.000 sterline ciascuno. Dopo essere stati inizialmente previsti per il 20 novembre 1960, i primi due dei sei Il-18 furono consegnati il 3 dicembre dello stesso anno, inizialmente furono equipaggiati e mantenuti da personale sovietico, mentre il personale ghanese veniva addestrato. Gli aerei entrarono in servizio sulle rotte da Accra, Lagos e Dakar ad Addis Abeba via Kano e a Nairobi via Léopoldville. l'utile netto per l'anno 1960 ammontò a 462.000 dollari. Nel novembre 1960, fu consegnato alla compagnia un Antonov An-12 da parte dell'URSS. 

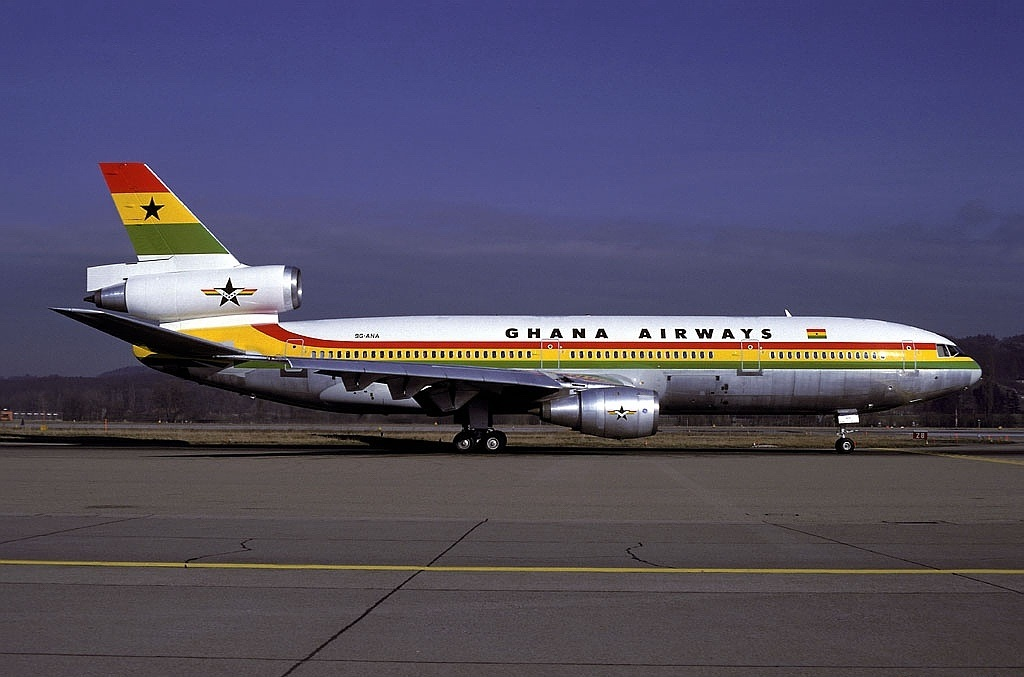
Un McDonnell Douglas DC-10 della compagnia all'Aeroporto di Zurigo nel 1988

La compagnia ordinò, nel gennaio 1961 due Boeing 707 con motori Rolls-Royce Conway, e fu ordinato anche un altro Vickers VC10. L'ordine per i due Boeing, del valore di 17.500.000 dollari, avviò i piani della compagnia per iniziare i voli verso gli Stati Uniti dal luglio 1962, con piani aggiuntivi per iniziare voli verso Tokyo e Sydney. Un servizio settimanale con i Britannia per Beirut, via Kano e Il Cairo, fu inaugurato il 4 febbraio 1961, rendendo Ghana Airways la prima compagnia aerea dell'Africa occidentale a operare verso la capitale libanese.
Nel gennaio 1961 fu riferito che l'amministrazione Nkrumah desiderava un'influenza straniera minima negli affari ghanesi e vedeva Ghana Airways come un simbolo primario dello stato del Ghana. Il 14 febbraio 1961, il governo ghanese raggiunse un accordo con la BOAC per acquistare da quest'ultima la sua quota rimanente del 40% per una cifra riportata di 160.000 sterline. L'assegno fu presentato a "Sir Duncan Cumming" il 15 febbraio 1961, che contemporaneamente firmò un contratto di rinnovo della gestione, risalente al luglio 1958. Alla consegna del secondo Britannia, nel dicembre 1960, i nuovi turboelica sostituirono gli aerei BOAC in wet lease sulla rotta della compagnia aerea per Londra. Nel giugno 1961, Ghana Airways avviò il primo collegamento aereo non-stop tra Accra e Londra, utilizzando i Britannia, a luglio dello stesso anno il governo annunciò che la compagnia aerea sarebbe stata riorganizzata. L'ordine per i due Boeing 707, effettuato nel gennaio 1961, fu annullato ad agosto 1961 a causa di difficoltà nel finanziamento dell'acquisto; nel 1961 la compagnia aerea perse 800.000 dollari. La compagnia aerea prese in consegna i tre Viscount e altri due Il-18 nel 1962, per un totale di otto Ilyushin. Un volo settimanale da Accra a Kumasi, Tamale, Ouagadougou, Mopti, Ségou e Bamako fu inaugurato il 4 luglio 1962 utilizzando un Douglas DC-3. L'accordo di pool con la BOAC terminò nel novembre 1962, tre anni prima della sua prevista scadenza nel luglio 1965, dopo che Ghana Airways firmò un accordo di pool con Alitalia per i voli tra Accra e Roma. La BOAC considerava questo accordo con la compagnia aerea italiana in concorrenza con quello con la compagnia aerea ghanese, in base al quale Ghana Airways avrebbe dovuto vendere biglietti per entrambe le compagnie aeree sulla rotta Accra-Londra, che nel caso di Alitalia sarebbe stata operata via Roma. Nel gennaio 1963 il rapporto con la BOAC era quasi inesistente, poiché la "British United Airways" aveva assunto le funzioni di agente di vendita generale per la compagnia aerea nel Regno Unito e la Cunard Eagle era responsabile della manutenzione principale degli aeromobili della compagnia. Tuttavia, la BOAC continuava a fornire servizi di assistenza a terra per i passeggeri della compagnia presso l'Aeroporto di Londra-Heathrow. A quel tempo, la compagnia aerea operava voli nazionali da Accra a Kumasi, Takoradi e Tamale, con voli regionali operati per Abidjan, Bamako, Bathurst, Conakry, Dakar, Freetown, Lagos e Monrovia. La rete di rotte internazionali della compagnia aerea prevedeva voli per Addis Abeba, Beirut, Il Cairo, Khartoum, Londra, Rabat, Roma e Zurigo.
I voli per Asmara, in Eritrea, furono aggiunti all'inizio del 1963, i voli con gli Il-18 continuarono a essere operati sulla rotta verso Aden, nell'allora Protettorato di Aden. A marzo del dello stesso anno la compagnia iniziò a effettuare dei voli per la Svizzera e Mosca, sebbene quelle rotte furono effettuate solo per un breve periodo di tempo. Nel settembre 1963, la compagnia si unì all'International Air Transport Association (IATA), diventandone il novantatreesimo membro, e restituirono quattro dei loro otto Il-18 all'Unione Sovietica dopo aver stabilito che il numero di questi ultimi era in eccesso rispetto ai requisiti della compagnia aerea. Nel 1961, fu riferito che in tre mesi di attività sulla rotta tra Accra e Khartoum, la compagnia aerea aveva trasportato solo 12 passeggeri paganti. Nel 1962 fu inoltre riferito che gli aerei della compagnia non avevano più di 36 ore di volo a settimana. La compagnia firmò un contratto di locazione con Swissair nell'ottobre 1963 per avere in wet-lease alcuni aerei di linea Convair 990 sulla rotta tra Accra e Londra.
I Viscount furono messi in vendita nel novembre del 1964 e la compagnia aerea avviò un accordo di pooling con Nigeria Airways, l'accordo prevedeva che a Ghana Airways venissero assegnati dei diritti di cabotaggio da Lagos, Il Cairo e Beirut via Kano e Addis Abeba. A metà febbraio del 1965, il contratto con Swissair terminò e i Vickers VC10 arrivarono ad Accra. Nello stesso mese, i Britannia furono ritirati dal servizio. Il primo VC10 fu consegnato a Ghana Airways il 18 dicembre 1964 e inizialmente effettuò voli di prova e addestramento, prima di entrare in servizio il 15 febbraio 1965 sulla verso Londra. Il secondo VC10 fu consegnato alla compagnia aerea nel giugno del 1965, consentendo l'inizio dei servizi per Beirut. Ghana Airways operò l'aereo in una configurazione con 20 posti in prima classe e 87 in classe economica.
In seguito al Colpo di Stato del febbraio 1966 in cui il governo di Nkrumah fu rovesciato, il nuovo "Consiglio di Liberazione Nazionale" (NLC) prese provvedimenti per eliminare le rotte in perdita economica dalla rete dei voli della compagnia, che Nkrumah aveva mantenuto aperte per mostrare la bandiera del paese. Tuttavia, l'NLC continuò a portare avanti la politica iniziata da Nkrumah, cioè quella di operare rotte basate sulla politica. Nonostante questo la compagnia fu costretta a interrompere i voli per Il Cairo a causa del sostegno dato a Nkrumah dal presidente egiziano Gamal Abdel Nasser.
I restanti aerei di fabbricazione sovietica, un Antonov An-12 e quattro Il-18, furono ritirati nel 1967. La rotta per Bamako, sospesa a causa del colpo di Stato del febbraio 1966, fu riattivata in collaborazione con Air Mali, che impiegò uno dei suoi Il-18 sulla rotta. La compagnia avviò anche un accordo di pooling con Nigeria Airways, in base al quale Ghana Airways utilizzò i Fokker F27 nigeriani sulle rotte nazionali e Nigeria Airways impiegò i Vickers VC10 di Ghana Airways sulla rotta da Lagos ad Accra.
I primi Douglas DC-9 furono consegnati nel 1975 e nel 1976 la compagnia aerea aggiunse Lagos come scalo intermedio sulla rotta tra Accra e Cotonou. Nello stesso anno Ghana Airways ordinò un McDonnell Douglas DC-10 e, in attesa della consegna, ne prese in leasing un altro da KLM. Il DC-10 fu consegnato il 24 febbraio 1983 e l'aereo in leasing dalla compagnia aerea olandese fu restituito. In quel periodo la compagnia aveva aggiunto nuove destinazioni internazionali alla propria rete di rotte, tra cui Amsterdam, Douala, Francoforte, Gedda, Libreville e Niamey. Il DC-10 operò anche verso i Caraibi per conto di "Caribbean Airways", grazie a un contratto di wet lease, rinnovato nel gennaio 1986, questo contratto prevedeva che l'aereo operasse voli bisettimanali verso l'isola di Barbados dall'Aeroporto di Londra-Gatwick, questa rotta rientrava tra le normali operazioni tra Accra e Londra.
I voli verso gli Stati Uniti iniziarono nel settembre 1994, quando la compagnia aerea iniziò a operare verso l'Aeroporto Internazionale John F. Kennedy di New York con dei DC-10 in Leasing da Skyjet, il volo era operato due volte a settimana. In quel periodo, anche Düsseldorf e Harare furono aggiunte alla rete di rotte della compagnia. Per i voli verso New York, la compagnia avrebbe successivamente noleggiato un McDonnell Douglas MD-11 da "World Airways". Nel 1995, "Speedwing", la società di consulenza di British Airways, si aggiudicò un contratto biennale per la gestione della compagnia aerea. A seguito del conseguimento da parte del Ghana dello status "Categoria 1" da parte della Federal Aviation Administration degli Stati Uniti, Ghana Airways fu in grado di operare voli verso New York da metà ottobre 1996 utilizzando alcuni DC-10 immatricolati in Ghana.

### Gli ultimi anni e il fallimento
Ghana Airways firmò un accordo di cooperazione con South African Airways il 25 marzo 1999, l'accordo prevedeva che le due compagnie aeree aumentassero la frequenza delle operazioni tra Johannesburg e Accra, portando quest'ultima rotta ad avere una frequenza giornaliera di voli, oltre a offrire più servizi tra l'Africa occidentale e orientale verso gli Stati Uniti. Come parte dell'alleanza, South African Airways cessò i voli verso Dakar, l'allora scalo intermedio per i propri voli verso gli Stati Uniti, trasferendo lo scalo ad Accra. I voli per Baltimora iniziarono nel luglio del 2000, la città del Maryland divenne la seconda destinazione negli Stati Uniti per la compagnia. I voli per Dubai, negli Emirati Arabi Uniti, furono inaugurati nel novembre del 2000, insieme alla reintroduzione dei voli per Beirut, dopo una pausa durata trent'anni. Banjul, in Gambia, fu aggiunta alla rete di rotte nel febbraio 2001 in collaborazione con Gambia International Airlines, con voli che continuavano verso Baltimora, segnando il primo servizio diretto tra il Gambia e gli Stati Uniti. Tuttavia, le operazioni verso Banjul non sempre procedettero senza problemi; infatti, nel gennaio 2002, un gruppo di passeggeri violenti, in viaggio verso Baltimora, minacciò di incendiare il DC-10 e gli uffici della compagnia aerea all'Aeroporto di Banjul-Yundum dopo aver avuto una cancellazione del volo da parte della compagnia. I passeggeri in questione furono informati dai dipendenti della compagnia che il volo del 13 gennaio, da loro prenotato, sarebbe dovuto arrivare a Banjul alle 10:00; tuttavia, all'arrivo in aeroporto, vennero informati che il loro aereo era arrivato alle 3:00 del mattino ed era già partito per gli Stati Uniti. Secondo i passeggeri, Ghana Airways aveva fatto atterrare un altro aereo già al completo a Banjul e quest'ultimo era già partito per Baltimora. Un funzionario dell'aeroporto confermò che un incidente simile si era già verificato pochi giorni prima, il 6 gennaio, quando 40 passeggeri rimasero bloccati dalla compagnia aerea dopo che il volo era arrivato a Banjul prima del previsto.

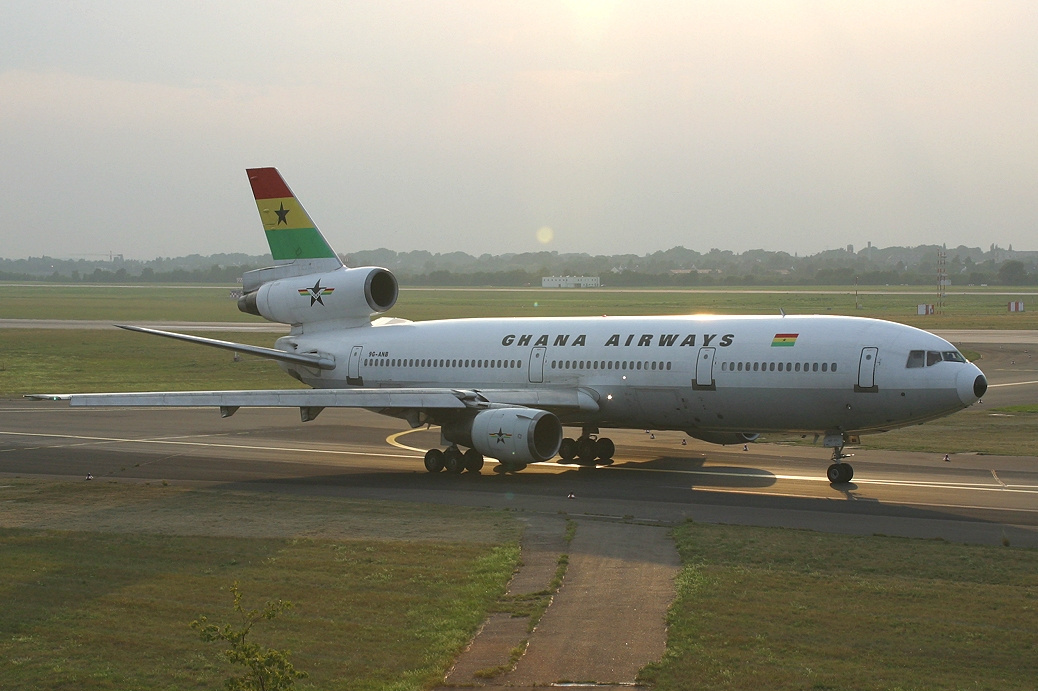
Un McDonnell Douglas DC-10 della compagnia all'Aeroporto di Düsseldorf nel 2003

Uno dei DC-10 di Ghana Airways fu sequestrato all'aeroporto di Londra-Heathrow nel giugno 2002, dopo che un creditore inglese della compagnia ottenne una sentenza legale per recuperare circa 4 milioni di sterline di debiti non pagati. Dopo il sequestro, Sam Jonah, allora presidente della compagnia aerea, dichiarò che Ghana Airways aveva un debito di circa 160 milioni di dollari e che la compagnia avrebbe avuto bisogno di un partner straniero per evitare il fallimento. Notò anche che il creditore inglese in questione aveva rilasciato l'aereo dopo che la compagnia pagò 1 milione di dollari. Il governo ghanese annunciò nel settembre 2002 di aver firmato un accordo con "Nationwide Airlines" che avrebbe visto la compagnia aerea sudafricana assumere la gestione di Ghana Airways, che successivamente sarebbe stata rinominata "Ghana Nationwide International Airlines". Nationwide, che aveva battuto la rivale British Midland, come parte dell'accordo non si sarebbe assunta le responsabilità per i debiti della compagnia aerea. Nel febbraio 2003, Richard Anane, l'allora ministro delle strade e dei trasporti, annunciò che il governo si era ritirato dall’accordo con Nationwide Airlines.
Nel giugno 2003 fu annunciato che British Midland stipulò un accordo con il governo ghanese per la creazione di "Fly Ghana Limited". La compagnia, di cui il governo avrebbe detenuto una golden share, avrebbe operato a tempo indeterminato come entità separata da Ghana Airways, al termine della quale entrambe le società sarebbero state fuse in un'unica società che avrebbe potuto potenzialmente prendere il nome di "New Ghana Airways". Secondo il piano, British Midland avrebbe fornito alla compagnia aerea un Airbus A330-300 da utilizzare sui voli verso Londra, con un ulteriore A330-300 utilizzato sui voli verso New York. Inoltre, British Midland avrebbe operato un Fokker F100 sulla rete di rotte regionali della compagnia aerea, mentre il DC-10 sarebbe stato impiegato sulle rotte internazionali secondarie della compagnia.

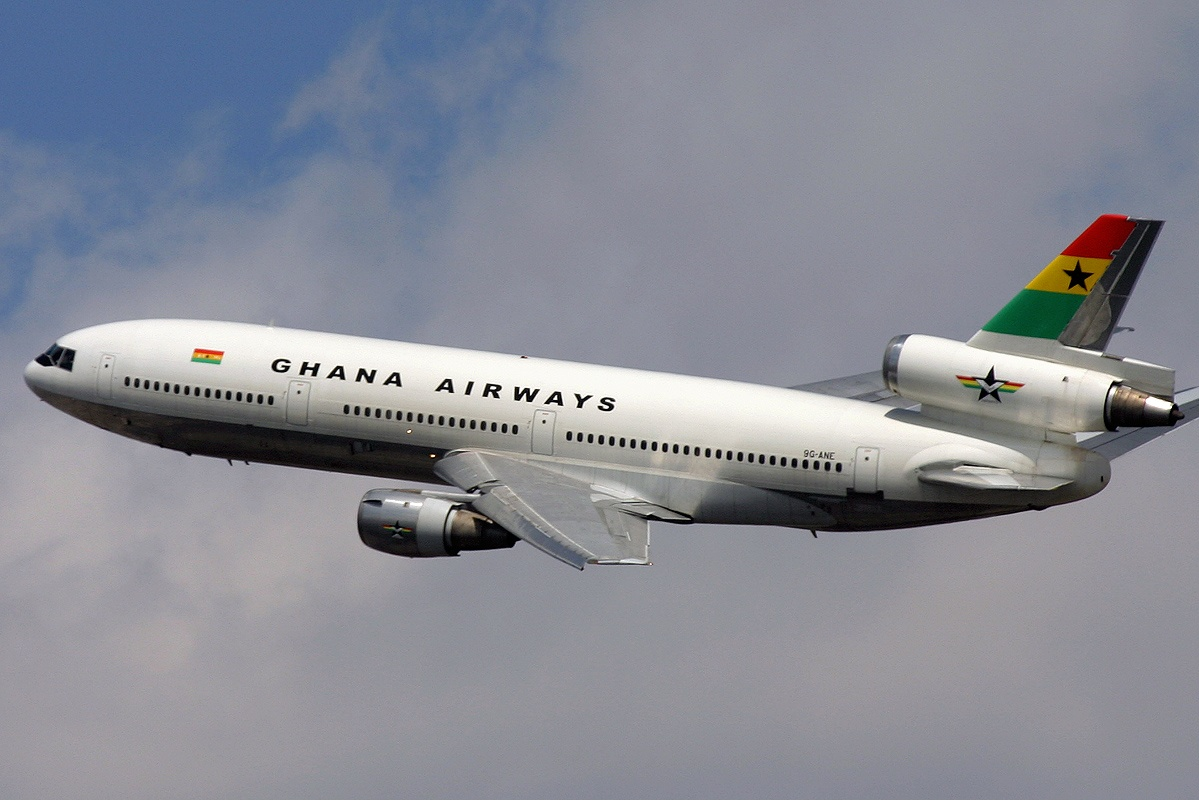
Un McDonnell Douglas DC-10 della compagnia all'Aeroporto Internazionale John F. Kennedy nel 2004

Nel luglio 2004, il Dipartimento dei Trasporti degli Stati Uniti vietò alla compagnia aerea di operare voli da e per gli Stati Uniti, mentre erano in corso delle indagini per accertare se la compagnia avesse ignorato gli ordini relativi al fermo a terra di aeromobili non sicuri e che operasse con una licenza scaduta. Di conseguenza, Ghana Airways fu costretta a cancellare due voli settimanali verso l'Aeroporto Internazionale John F. Kennedy e due voli settimanali verso l'Aeroporto Internazionale di Baltimora-Washington. Secondo il portavoce del Dipartimento dei Trasporti degli Stati Uniti, la compagnia aveva utilizzato un aeromobile di cui la Federal Aviation Administration aveva ordinato l'immediato fermo a terra sui voli verso New York e Baltimora, rispettivamente il 24 e il 26 luglio 2004. Questo divieto portò al licenziamento del consiglio di amministrazione di Ghana Airways da parte del governo, che assunse il pieno controllo della compagnia aerea. Kwadwo Mpiani, l'allora capo di gabinetto presidenziale, dichiarò che le misure erano necessarie per evitare ulteriori danni alla compagnia aerea di bandiera. Dichiarò inoltre che il governo avrebbe riavviato la compagnia aerea. I commenti facevano seguito a un incidente avvenuto la settimana precedente, quando alcuni passeggeri violenti avevano preso in ostaggio un pilota della Ghana Airways all'aeroporto internazionale di Kokota, in Guinea, dopo aver atteso per diversi giorni il volo della compagnia aerea. In seguito all'evento, il presidente John Kufuor tenne delle riunioni di emergenza con i funzionari della compagnia aerea e la polizia stessa.
Nell'aprile 2005 fu riferito che Ethiopian Airlines stava negoziando con il governo del Ghana per evitare il fallimento Ghana Airways, in un accordo che avrebbe visto il governo mantenere una quota del 25% della compagnia, con un altro 40% venduto alla compagnia aerea nazionale etiope e a Ghana International Airlines. Incapace di tenere il passo con i rimborsi del debito, e a causa anche del rifiuto da parte del governo di immettere più denaro per aiutare la compagnia, Ghana Airways fu stata liquidata nel giugno del 2005.
Nel dicembre 2008, il governo spese circa 2,25 milioni di dollari per pagare l'ultima rata delle indennità di fine rapporto agli ex dipendenti di Ghana Airways. Questa tranche ha portato l'importo totale pagato ai dipendenti ghanesi della compagnia aerea a circa 7,8 milioni di dollari. Il "sindacato nazionale nigeriano dei dipendenti del trasporto aereo" denunciò i pagamenti, sostenendo che i dipendenti nigeriani della compagnia aerea avevano ricevuto solo il 14% dei loro diritti, mentre i dipendenti ghanesi avevano ricevuto la totalità dei loro diritti. Il sindacato affermò inoltre che i fondi provenienti dall'ufficio di Lagos della compagnia aerea erano stati utilizzati per finanziare "l'ufficio dell'Alto Commissariato del Ghana" ad Abuja.

### I piani per il rilancio
Nel 2020, il governo del Ghana ha annunciato un protocollo d'intesa con EgyptAir per riavviare Ghana Airways. La compagnia riassumerà l'ex personale di Ghana Airways e prenderà in consegna 3 Boeing 787 Dreamliner. Charles Wereko-Brobbey è stato nominato presidente della nuova compagnia aerea, mentre il supporto tecnico sarà fornito da Egyptair e Boeing.

## Destinazioni
Nel corso degli anni, Ghana Airways ha operato verso le seguenti destinazioni:
Africa
- Benin (Cotonou)
- Gambia (Banjul)
- Guinea (Conakry)
- Costa d'Avorio (Abidjan)
- Nigeria (Lagos)
- Senegal (Dakar)
- Sierra Leone (Freetown)
- Sudafrica (Johannesburg)
- Zimbabwe (Harare)

Europa
- Italia (Roma)
- Germania (Düsseldorf)
- Regno Unito (Londra)

America del nord
- Stati Uniti (New York)

## Flotta
Nel corso degli anni, Ghana Airways ha utilizzato i seguenti aeromobili:
| Aereo                        | Totale | Introduzione | Ritiro      | Note                              |
| ---------------------------- | ------ | ------------ | ----------- | --------------------------------- |
| Airbus A310-300              | 1      | 1995         | 1995        | In leasing da Air Afrique         |
| Airbus A320-200              | 1      | 2002         | 2003        | In leasing da Lotus Air           |
| Airbus A330-300              | 1      | 2003         | 2003        | In leasing da SkyService Airlines |
| Antonov An-12                | 1      | 1961         | 1962        |                                   |
| Boeing 377 Stratocruiser     | 6      | sconosciuto  | sconosciuto | In leasing da BOAC                |
| Boeing 707-300               | 1      | sconosciuto  | sconosciuto | In leasing da Luxair              |
| Bristol Britannia 175        | 5      | 1960         | 1972        |                                   |
| Convair 990                  | 4      | 1963         | 1965        | In leasing da Swissair            |
| De Havilland DH.114 Heron    | 2      | 1958         | sconosciuto |                                   |
| De Havilland DH.106 Comet    | 1      | 1961         | 1962        | In leasing da BOAC                |
| Douglas C-47 Dakota/Skytrain | 4      | 1959         | 1974        |                                   |
| Douglas DC-8-32              | 2      | 1976         | 1977        | In leasing da "Ranger Air Cargo"  |
| Douglas DC-8-33              | 1      | 1976         | 1976        | In leasing da "Ranger Air Cargo"  |
| Fokker F28                   | 5      | 1971         | 1996        |                                   |
| Hawker Siddeley HS 748       | 2      | 1970         | 1981        |                                   |
| Ilyushin Il-18               | 8      | 1960         | 1964        | In leasing da "Hughes Airwest"    |
| Douglas DC-9-31              | 1      | 1976         | 1976        | In leasing da Interstate Airlines |
| Douglas DC-9-32              | 1      | 1995         | 1995        |                                   |
| Douglas DC-9-51              | 6      | 1978         | 2005        |                                   |
| McDonnell Douglas DC-10      | 11     | 1981         | 2004        |                                   |
| McDonnell Douglas MD-11      | 1      | 1994         | 1995        | In leasing da "World Airways"     |
| Vickers VC10                 | 2      | 1965         | 1980        |                                   |
| Vickers Viscount             | 4      | 1961         | 1975        |                                   |

## Incidenti
Il 24 aprile 1969, un Douglas C-47A Skytrain della compagnia (immatricolato 9G-AAF) era in fase di avvicinamento all'aeroporto di Takoradi (Ghana) quando perse entrambi i motori e la potenza; il capitano David Tait riuscì a deviare l'aereo da un burrone e a farlo precipitare in un campo di mais. Morì un solo passeggero di origine britannica, dei 33 passeggeri e membri dell'equipaggio. L'aereo stava operando un volo di linea nazionale dall'Aeroporto Internazionale Kotoka di Accra.
Il 12 aprile 1997, un McDonnell Douglas DC-9 della compagnia (immatricolato 9G-ACM) uscì di pista dall'Aeroporto di Abidjan-Félix Houphouët Boigny (Costa d'Avorio) dopo aver tentato l'atterraggio. Il carrello d'atterraggio dell'aereo cedette, facendo schiantare l'aereo sulla pista. Tutti i 97 passeggeri e i 7 membri dell'equipaggio sopravvissero. L'aereo fu danneggiato irreparabilmente e fu successivamente demolito.